# زن بلوند با پستان‌های برهنه

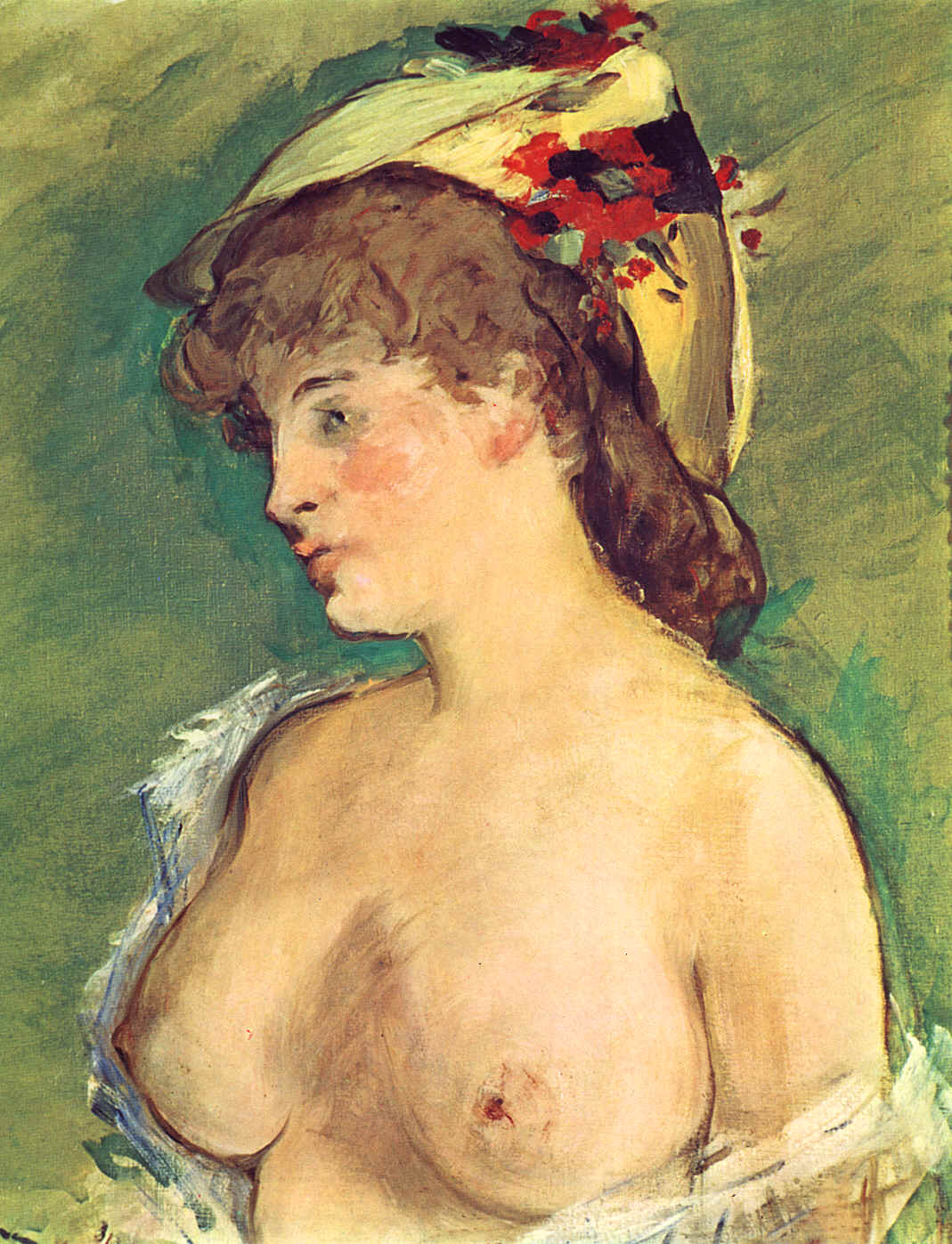

زن بلوند با پستان‌های برهنه (به فرانسوی: Blonde Woman with Bare Breasts) یک نقاشی اثر ادوارد مانه است  که هم‌اکنون در موزه اورسی در پاریس نگهداری می‌شود. این نقاشی برخلاف نامش یک زن مو قهوه‌ای را نشان می‌دهد.